# Sõru
Koordinaten: 58° 42′ N, 22° 30′ O
Sõru (deutsch Serro) ist ein Dorf (estnisch küla) in der Landgemeinde Hiiumaa (bis 2017: Landgemeinde Emmaste). Es liegt auf der zweitgrößten estnischen Insel Hiiumaa (deutsch Dagö), direkt an der Ostseeküste.

## Beschreibung und Geschichte
Sõru hat heute 10 Einwohner (Stand 31. Dezember 2011). Es liegt 6,5 Kilometer westlich des Dorfs Emmaste.
Die Ortschaft wurde erstmals 1453 unter dem Namen Zorvell urkundlich erwähnt. 1565 ist sie als Sorroe verzeichnet.
Bekannt war die Kapelle von Sõru. Das erste Gotteshaus wurde bereits vor dem 16. Jahrhundert am Ufer errichtet. Die zweite Kirche entstand in den 1690er Jahren durch den niederländischen Bootsbauer und Unternehmer Erasmus Jacobsson Bloedysel. Sie wurde Mitte des 19. Jahrhunderts baufällig. An ihrer Stelle wurde 1867 die Kirche in Emmaste errichtet. Seitdem wird auch der Friedhof von Sõru nicht mehr genutzt.

## Hafen Sõru
Kurz vor Ausbruch des Ersten Weltkriegs entstand der Flachwasserhafen von Sõru (Sõru sadam). Er liegt eigentlich auf dem Gebiet des Nachbardorfes Pärna.
Vom Hafen Sõru aus führt seit 1996 wieder eine regelmäßige Fährverbindung zum Hafen Triigi auf der Insel Saaremaa. Sõru wird auch als Yachthafen genutzt.
Am Innenkai des Hafens finden bis zu 35 Besucherschiffe Platz. Es können Schiffe mit einer Länge von bis zu 40 m und mit einem Tiefgang von bis zu 3 m in Sõru anlegen. Zwei Leuchttürme weisen den Weg in den Hafen.
Während des Zweiten Weltkriegs litt Sõru unter der strategisch bedeutenden Lage an der Ostseeküste. Im nahegelegenen Tohvri errichtete die Rote Armee Militäranlagen zur Küstenverteidigung. Viele Familien aus Sõru mussten ihre Häuser räumen und sich ein neues Zuhause suchen.

## Museum von Sõru
Das 1999 eröffnete Museum von Sõru stellt die Geschichte des Ortes und der Region dar, insbesondere die Seeschifffahrt auf der Ostsee.
Bedeutendstes Ausstellungsstück ist das Museumsschiff „Alar“. Das Motorsegelboot aus Holz wurde von 1937 bis 1939, kurz vor Ausbruch des Zweiten Weltkriegs, in Õngu gebaut. Es kam mit der sich zurückziehenden deutschen Wehrmacht nach Hamburg. Mehrmals wechselte es seinen Flaggenstaat. In Dänemark fand es einer seiner ehemaligen Eigentümer, Arnold Türi, und brachte es 1998 nach Sõru zurück. Heute trägt das Schiff den Namen „Ernst Jaakson“.

## Bilder

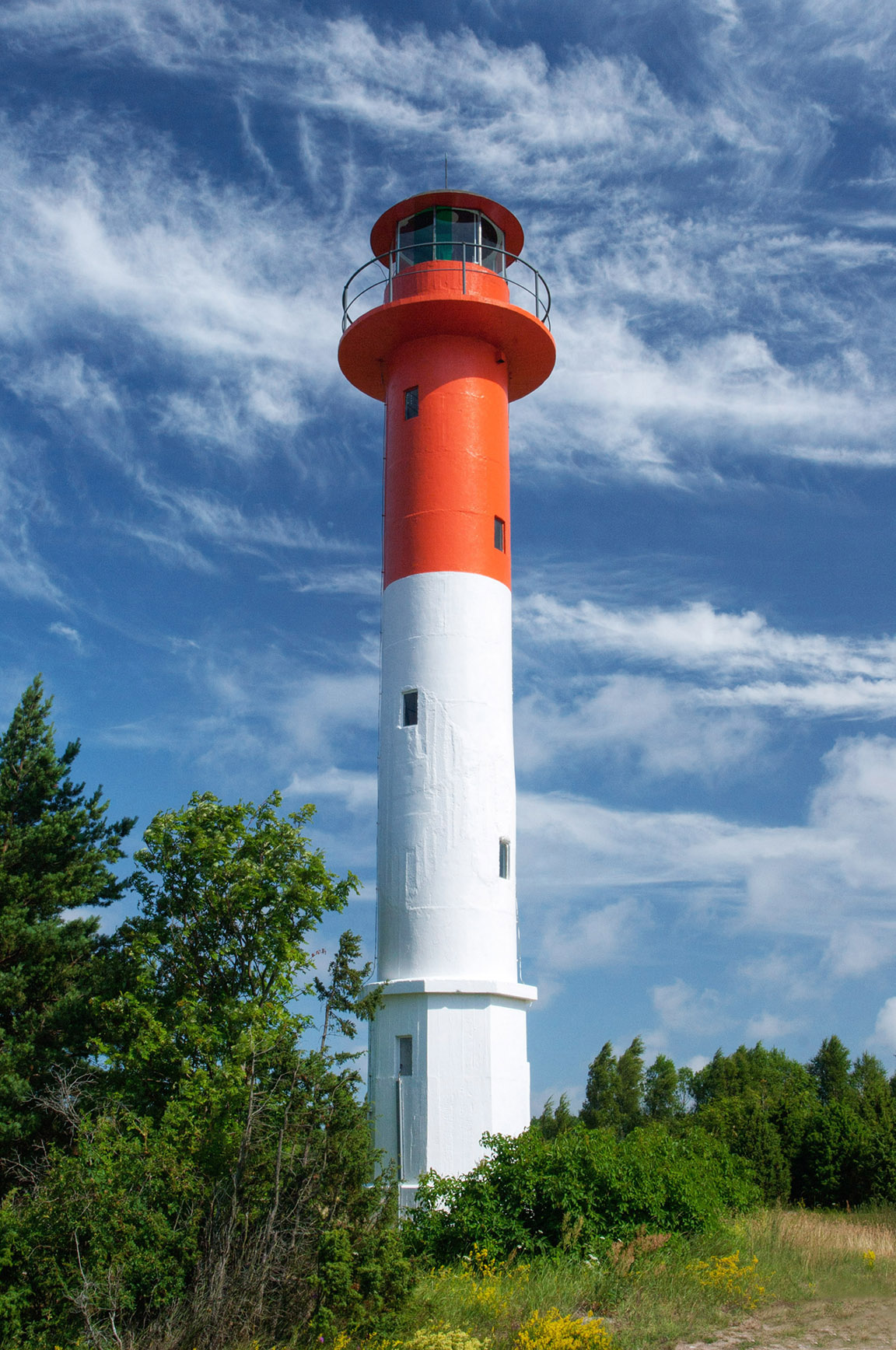
Oberer Leuchtturm
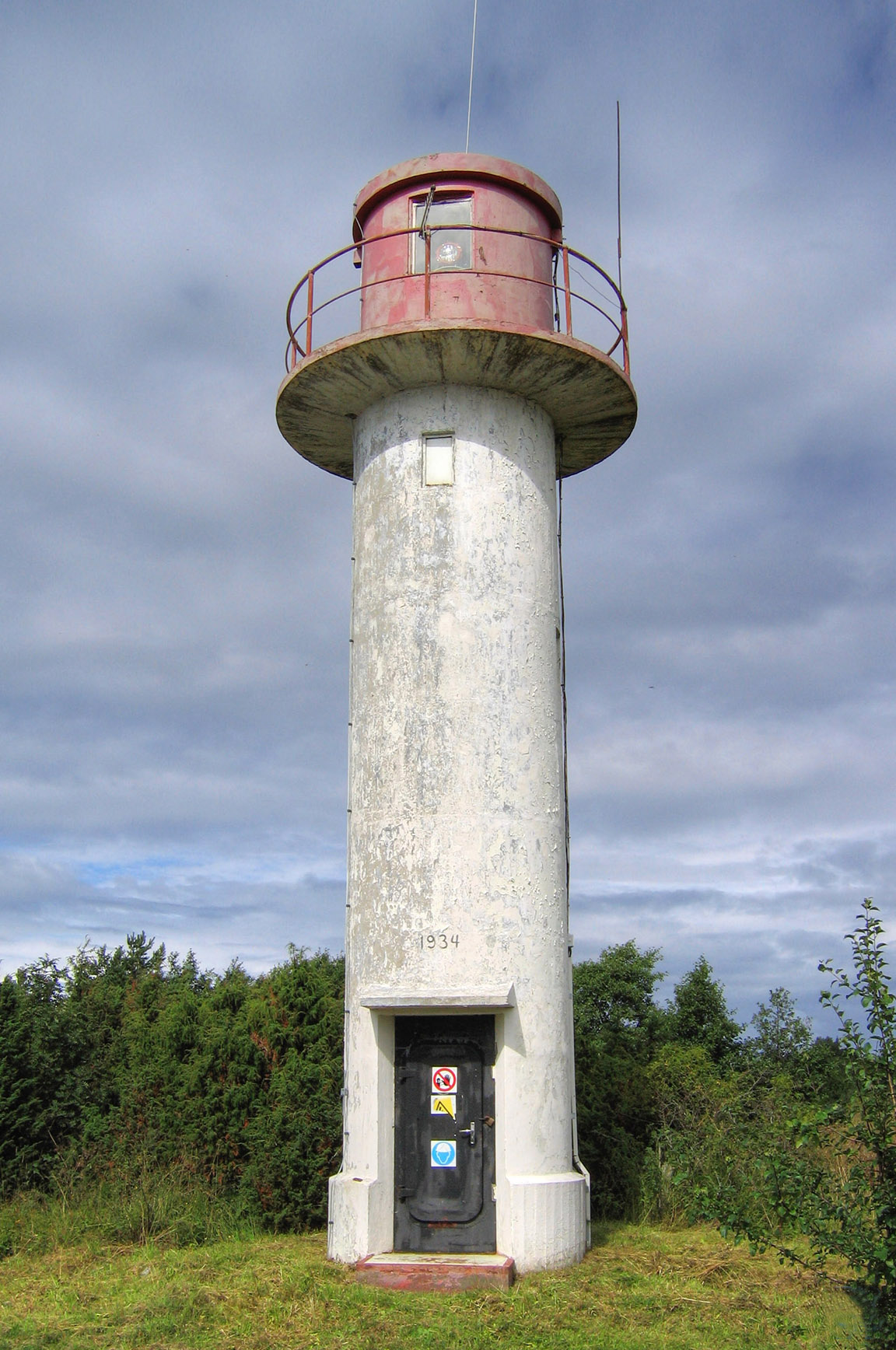
Unterer Leuchtturm
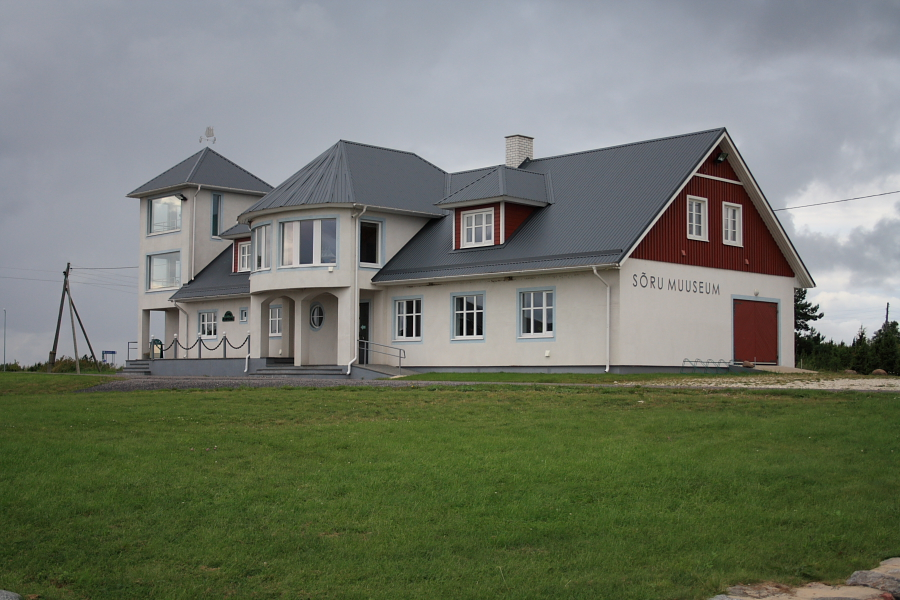
Museum von Sõru
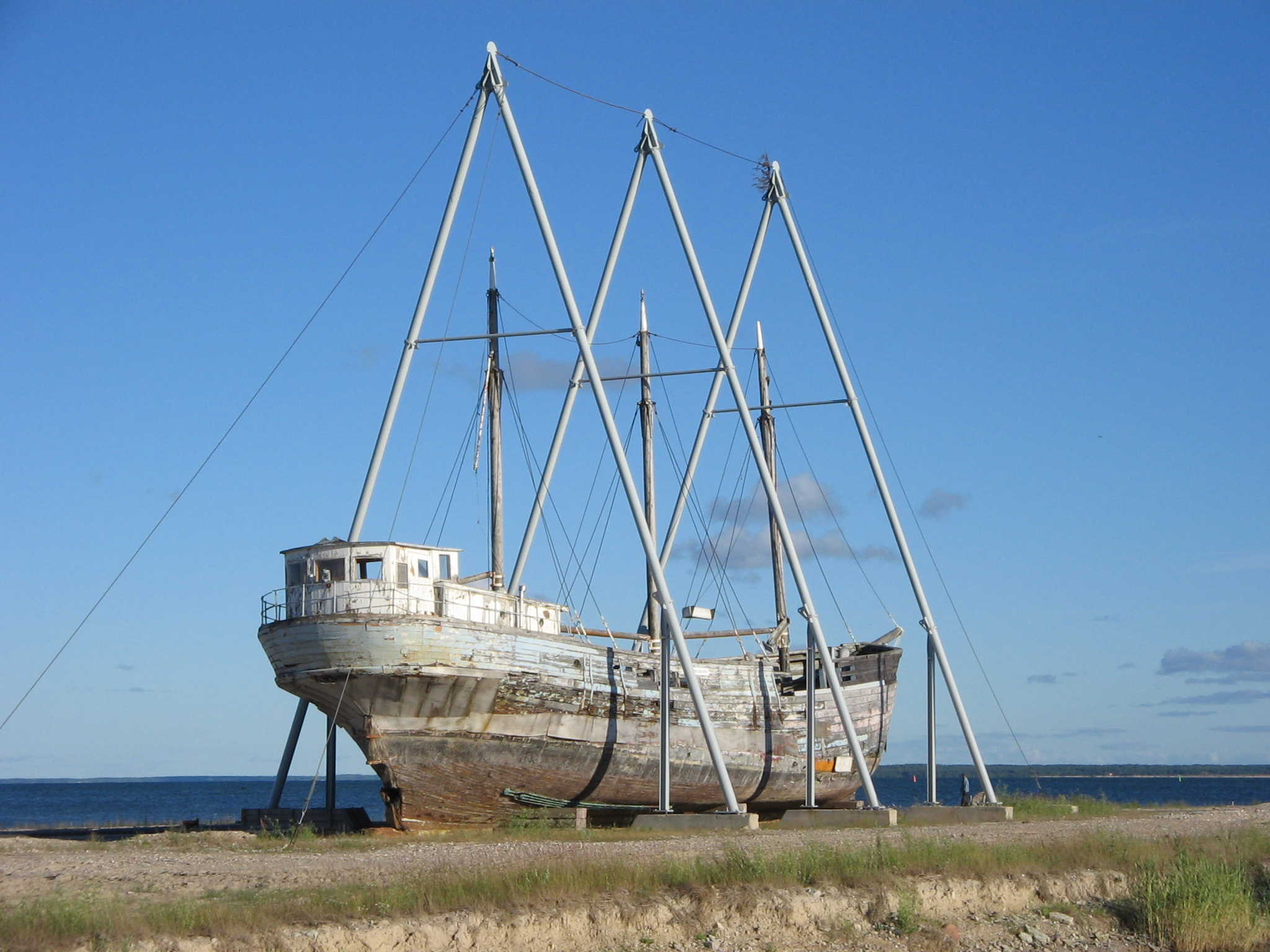
Museumsschiff „Alar“